# Найтингейл, Уолли
Уорвик Алан «Уолли» Найтингейл (англ. Warwick "Wally" Nightingale; 3 января 1956, West Kensington, Большой Лондон — 6 мая 1996, Лондон) — английский гитарист. Один из основателей группы, ставшей известной как Sex Pistols.

## Ранняя жизнь
Найтингейл родился в Западном Кенсингтоне, Лондон. Посещал школу для мальчиков имени Кристофера Рена в Шепердс-Буш, где познакомился с Полом Куком и Стивом Джонсом.

## The Strand и The Swankers
В 1972 году, во время учёбы в выпускном классе, Найтингейл предложил Куку и Джонсу создать группу. Трио взяло себе название The Strand — в честь песни Roxy Music «Do the Strand»; Джонс примерил на себя роль вокалиста, Найтингейл — гитариста, а Кук сел за барабаны. Группа обзавелась профессиональными инструментами и музыкальной аппаратурой, воруя её у известных исполнителей (включая Боба Марли, Рода Стюарта и Дэвида Боуи): Джонс и Найтингейл узнавали, где будут выступать артисты, а затем пробирались на концертные площадки. The Strand начали репетировать в доме Найтингейла в Ист-Эктоне, когда его родители были на работе. Вскоре они пригласили в состав Деля Нунса (шурина Пола Кука) в качестве басиста, а также пару друзей Стива Джонса из школы Кристофера Рена — Стива Хейса и Джимми Макена. В группе даже недолгое время выступал парень по имени имени Сесил, который играл на конгах.
К концу 1974 года группа начала репетировать на одной из площадок студии Riverside, где работал отец Найтингейла. Нунс был уволен из группы за то, что пропускал репетиции; его заменил Глен Мэтлок, подрабатывающий продавцом на пол ставки в магазине Малкольма Макларена, где познакомился с Джонсом и Куком. В этот период Найтингейл написал музыку к песне «Did You No Wrong», которая впоследствии стала би-сайдом сингла Sex Pistols «God Save the Queen».
К этому времени менеджер Берни Родс начал проявлять интерес к группе (которая теперь называлась The Swankers), но их единственное публичное выступление состоялось в начале 1975 года на вечеринке по случаю дня рождения одного из друзей Кука в Челси. На коротком концерте, состоящим из трех песен, состав группы представлял собой: Джонса на вокале, Найтингейла на гитаре, Мэтлока на басу и Кука на ударных.
Джонс, на которого произвело впечатление работа Макларена в качестве менеджера американской группы New York Dolls, неоднократно предлагал ему начать сотрудничать в этой же роли с их коллективом, и в середине 1975 года он согласился. Однако Макларен считал, что Найтингейл не соответствует задуманному им будущему имиджу коллектива, и сказал Джонсу и Куку, что он будет работать с ними только в том случае, если они уволят гитариста. Джонс, который не чувствовал себя уверенно в роли вокалиста, в течение нескольких месяцев усердно изучал игру на гитаре, держа это в тайне от остальных. Найтингейлу сообщили, что его увольняют, на одной из репетиций.

## The Sex Pistols
После ухода Найтингейла, по предложению Макларена, группа сменила название на QT Jones & his Sex Pistols, вскоре сократив его просто до The Sex Pistols. Менеджер начал поиски нового вокалиста, остановив свой выбор на Джоне Лайдоне, который часто ошивался в его магазине. The Sex Pistols отыграли свой первый концерт 6 ноября 1975 года, через шесть месяцев после ухода Найтингейла. В более поздних интервью музыкант вспомнил, как присутствовал на их выступление в 100 Club на Оксфорд-стрит, отметив, что его бывшие товарищи по группе Джонс и Кук: «даже не поздоровались со мной. Оглядываясь назад, я горжусь тем, что был вовлечен в панк-движение, хотя и не рассказываю об этом всем подряд. После того, как я покинул (группу), Стив и остальные очень сильно критиковали меня в музыкальной прессе. И я не понимаю почему, ведь я не сделал им ничего плохого». В то же время, музыкант так высказался по поводу идеи Макларена о его увольнении из группы: «Макларен очень хитрый и умный человек. Он видел то, чего не замечали другие, и я полагаю, именно в этом было его преимущество. Малкольм создал Sex Pistols».

## Последующая жизнь
После того, как Найтингейл был вынужден покинуть группу, он продолжил музыкальную карьеру, но без особого успеха. В 1981 году музыкант стал соучредителем собственной группы под названием Key West. Демо из четырёх песен, написанных Найтингейлом и Роном Эвансом, было отправлено руководству лейбла Warner Bros. Records, которое первоначально проявило интерес к проекту. Группа отыграла несколько концертов, а также записала несколько демоверсий на студии Fastbuck Studios в Чизике. Для проекта были сняты видеоклипы, транслировавшиеся на MTV. Однако, в итоге Key West не смогли заключить контракт на запись и распались через два года.
После смерти отца в 1981 году Найтингейл пристрастился к наркотикам, из-за чего попал в тюрьму сроком на шесть месяцев в начале 1980-х. Получив обвинение в хранение наркотических веществ.
Впоследствии Найтингейл очень редко появлялся на музыкальной сцене. В 1989 году он выступил в качестве приглашённого гитариста с панк-рок-группой из Брентвуда Beat of the Beast. В ноябре 1995 года он сыграл на гитаре в песне «Rich Girls» из альбома Мэта Сарджента Sex, Drugs & HIV. В том же месяце он также выступил с группой Rock’n’Roll Gypsies, в рамках благотворительного проекта, направленного на информирование об опасности ВИЧ-инфекции.

## Смерть
Найтингейл умер 6 мая 1996 года от заболевания, связанного с продолжительным употреблением наркотиков, в возрасте 40 лет.

## Авторские права
Группа, которая впоследствии стала известна как Sex Pistols, до прихода Глена Мэтлока и Джона Лайдона играла, по большей части, только кавер-версии и написала лишь две оригинальные композиции. Одна из них называлась «Scarface» (по словам Мэтлока, её музыка была написана Найтингейлом, а слова — его отцом), которая так и не была выпущена. Другой песней была «Did You No Wrong», для которой музыку сочинил Найтингейл, а автором слов выступил Стив Джонс. Текст Джонса к этой песне в 1977 году был переписан Лайдоном, однако музыкальная аранжировка Найтингейла осталась оригинальной. В таком виде песня была выпущена в качестве би-сайда к синглу «God Save The Queen» Sex Pistols. Впоследствии композиция была включена в сборник Flogging a Dead Horse и регулярно исполнялся группой вживую во время воссоединения музыкантов в 1990-х и 2000-х годах. По данным организаций занимающихся контролем за соблюдение авторского права Найтингейл является полноценным соавтором песни, наряду с Куком, Джонсом, Лайдоном и Мэтлоком.

## В популярной культуре
В британском мини-сериале «Пи́стол», базирующийся на истории группы Sex Pistols, роль Найтингейла исполнил актёр Дилан Ллевеллин.